# Rudolf von Stengel
Rudolf Anton Wenzislaus von Stengel (* 19. Juli 1772 in Rybnik; † 28. Juni 1828 in Breslau) war ein preußischer Generalmajor.

## Leben

### Herkunft
Seine Eltern waren Johann von Stengel und dessen Ehefrau Anne, geborene von Kloch († 1806). Der Vater war Rittmeister a. D., zuletzt im Husarenregiment „von Möhring“ und Herr auf Radoschau.

### Militärkarriere
Stengel besuchte das Gymnasium in Breslau und trat am 1. Februar 1788 als Gefreitenkorporal in das Infanterieregiment „von Borch“ der Preußischen Armee ein. Im Ersten Koalitionskrieg kämpfte er bei den Belagerungen von Mainz, Verdun und Longwy, der Kanonade von Valmy und der Schlacht bei Pirmasens. Bei Kostheim wurde er schwer verwundet. Bis September 1794 avancierte Stengel zum Sekondeleutnant und wurde 1795 Adjutant des Grenadierbataillons. Aufgrund seiner Verletzung aus dem Gefecht bei Kostheim erhielt Stengel am 6. September 1797 seinen Abschied.
Mit Ausbruch des Vierten Koalitionskrieges meldete er sich als Freiwilliger und wurde am 8. Dezember 1806 bei der leichten Infanterie in Schlesien Führer einer Schützenkompanie in Glatz. 1807 kämpfte er in den Gefechten bei Kanth, Königswalde, Glatz und Frankenstein.
Nach dem Krieg stieg Stengel am 27. Juli 1808 zum Stabskapitän auf und fungierte ab dem 22. März 1809 als Hauptmann und Kompaniechef im 2. Schlesischen Infanterie-Regiment. Am Feldzug von 1812 nahm er mit seinem Regiment an der Seite Frankreichs an den Gefechten bei Ruhenthal, St. Annen sowie Baust teil und erhielt am 18. Oktober 1812 den Orden Pour le Mérite.
Am 28. März 1813 kam Stengel als Kommandeur in das I. Reserve-Bataillon des 2. Westpreußischen Infanterie-Regiments und wurde am 26. Mai 1813 Major. Am 22. Juni 1813 folgte seine Versetzung in das 7. Reserve Infanterie-Regiment. Während der Befreiungskriege kämpfte Stengel in den Schlachten bei Dresden, Kulm, Ligny sowie dem Gefecht bei Wavre und den Belagerungen von Glogau und Avesnes. Für Dresden erhielt Stengel das Eiserne Kreuz II. Klasse und für Ligny das Kreuz I. Klasse. Bei Kulm wurde er erneut schwer verwundet und verbrachte längere Zeit zur Erholung in der Heimat.
Am 29. März 1815 beauftragte man Stengel mit der Führung seines Regiments, mit dem er sich am 18. Juni 1815 im Gefecht bei Limale auszeichnete. Am 3. Oktober 1815 wurde er zum Oberstleutnant befördert und am 9. Juni 1817 zum Kommandeur des 1. Infanterie-Regiments (Ostpreußisches) ernannt. Am 3. April 1820 wurde er mit Patent vom 13. April 1820 zum Oberst befördert. Unter Verleihung des Charakters als Generalmajor erhielt Stengel am 18. Juni 1825 aufgrund seiner Kriegsverletzung mit der gesetzlichen Pension seinen Abschied. Drei Monate später wurde er noch mit dem Dienstkreuz ausgezeichnet. Am 6. April 1826 erhielt Stengel vom König ein Geschenk über 300 Taler. Er verstarb an den Spätfolgen seiner Verletzungen und wurde am 1. Juli 1828 auf dem Militärfriedhof in Breslau beigesetzt.
Generalleutnant von Wrangel schrieb 1819 in seiner Beurteilung: „Erhält sein Regiment in schöner Ordnung und guter Disziplin, hat es durch seinen verdoppelten Diensteifer seit kurzer Zeit sehr gehoben. Ist ein brauchbarer und erfahrener praktischer Soldat, ohne ausgebreitete theoretische Kenntnisse, doch eignet er sich gerade für dieses Kommando, seine Gesundheit hat sich gebessert.“

### Familie
Stengel heiratete am 29. September 1796 in Kamnig Maria Hedwig Baroness von Hundt (* 11. Juni 1773; † 17. November 1831) aus dem Haus Schützendorf. Aus der Ehe ging die Tochter Maria (* 8. Juli 1797; † 26. Oktober 1867) hervor, die 1816 Wilhelm Friedrich Ferdinand Bohl von Montbach (* 16. September 1791; † 11. Oktober 1870) heiratete.